# Peter Düttmann
Peter "Bonifazius" Düttmann (Gießen, 1923. május 23. – Leinfelden-Echterdingen, 2001. január 9.) a Luftwaffe német légierő pilótája volt a második világháború idején. Neki tulajdonítható 152 légi győzelem 398 harci küldetés során, amelyek mindegyike a keleti fronton volt.
Gießenben született, és a Weimari Köztársaságban és a náci Németországban nőtt fel. Édesapja dr. Erich Düttmann sebész volt. 
1940-ben csatlakozott a Luftwafféhoz, ahol vadászpilótaképzésben részesült. A repülési kiképzést követően a Jagdgeschwader 52-hez küldték (JG 52–52. vadászszárny) 1943 májusában. 1943. május 23-án aratta első légi győzelmét egy szovjet vadászrepülőgép felett. 91. légi győzelmét követően 1944. június 9-én a Lovagkereszt Vaskereszt fokozatával tüntették ki. Szeptember 25-én megszerezte 100. légi győzelmét, és kinevezték az 5-ös század és a JG vezérkarának vezetőjévé decemberben.  Ezt a századot a második világháború végéig vezette. Düttmann 2001. január 9-én halt meg Echterdingenben.
A repülési kiképzést követően Düttmannt áthelyezték a dél-franciaországi Ergänzungs-Jagdgruppe Osthoz (Keleti kiegészítő vadászcsoport). 1943 februárjában Düttmann és az Ergänzungs-Jagdgruppe Ost más repülõtanulói Walter Krupinski hadnagy vezetésével a franciaországi La Rochelle melletti La Leu repülõtéren tartózkodtak. Ott Düttmann az Arado Ar 96- ossal repült. Egyes repülésein csatlakoztak hozzá a Kriegsmarine ' -boat csapatának tagjai, akik tudatában voltak annak, milyen könnyen lehet észrevenni a felszínre került tengeralattjárót a levegőből.
A repülő- és vadászpilóta-képzés befejezése után Düttmann csatlakozott a Jagdgeschwader 5. századához 1943. május 7-én. Akkoriban ez az osztag Helmut Haberda hadnagy vezette, aki május 8-án halt meg . 5-ös parancs. A személyzetet ezután ideiglenesen Josef Zwernemann hadnagy kapta meg, aki május 26-án átadta a parancsnokságot Wilhelm Batz hadnagynak . A századot alárendelték II. Gruppe (2. csoport) a JG 52. Hauptmann Helmut Kühle parancsnoksága alatt.  II. A Gruppe-nek anapai székhelye volt, és a keleti fronton a kaukázusi fronton harcolt.  Düttmann a háború végéig ugyanannál az egységnél szolgált, és hamarosan az egyik legsikeresebb pilótájuk lett, aki Heinz Ewalddal és Heinz Sachsenberggel repült. 1943. május 21-én aratta első légi győzelmét egy Polikarpov Po-2, más néven U-2 felett Krasznodar környékén.  Az év végéig további 24-et lőtt le.

## Fordítás
Ez a szócikk részben vagy egészben  a   Peter Düttmann című angol Wikipédia-szócikk ezen változatának fordításán alapul.  Az eredeti cikk szerkesztőit annak laptörténete sorolja fel. Ez a jelzés csupán a megfogalmazás eredetét és a szerzői jogokat jelzi, nem szolgál a cikkben szereplő információk forrásmegjelöléseként.